# Sustenhorn
Il Sustenhorn (3.503 m s.l.m.) è una montagna delle Alpi Bernesi (sottosezione Alpi Urane).

## Descrizione
Si trova a cavallo tra il Canton Berna ed il Canton Uri e sopra il passo del Susten.